# Viorela Filip
Viorela Filip (n. 15 martie 1951, comuna Tuzla, județul Constanța) este o  interpretă, compozitoare și textieră de muzica ușoară româncă, absolventă de Conservator. Datorita vocii neobișnuite, ce se încadra mai degrabă în genul romanței, decât în  cel al muzicii ușoare, nu a reușit să se ridice la nivelul colegelor (Corina Chiriac, Angela Silmilea, Marina Voica) cariera sa fiind una meteorica, poate si din cauza genului abordat, rămânând fidela celor câtorva piese ce au consacrat-o (in mare parte parte muzicii scrise de Dumitru Lupu). Din aceste motive nu a reușit să fie o cântăreața populara de talia altor artiste.... Din anul 2008, este membră a Uniunii Compozitorilor și Muzicologilor din România. Din anul 2012, este membră a Asociației Mondiale a Festivalurilor și Artiștilor – WAFA, cu sediul în Malta. Începând cu 1 septembrie 1990 și până în prezent, Viorela Filip este profesoară titulară de canto-muzică ușoară la Școala Populară de Artă din București.
Este fiica poetului și scriitorului Stelian Filip și a Elenei Filip (născută Elena Savu).

## Șlagăre (selecție)
- „Doar un trandafir”, muzică Gh.E. Marian, versuri Viorela Filip;
- „La o fereastră”, muzică Dumitru Lupu, versuri Viorela Filip;
- „Cînd a–nceput iubirea noastră”‚muzica: Dumitru Lupu, versuri: Mala Barbulescu;
- „Vino, uită despărțirea”, muzica: Dumitru Lupu, Versuri: Viorela Filip;
- „Fără iubirea ta”, Corneliu Meraru și Viorela Filip;
- „Suntem numai musafiri”, Muzica: Marcel Dragomir, Versuri:  Viorela Filip;

,,Dar te-am uitat", muzica: Dumitru Lupu, Versuri: Viorela Filip.
Discografie
- „De tine m-am îndrăgostit” (Electrecord);
- „Doar un trandafir” (Electrecord);

Casete :
- „Aș vrea să chem iubirea” (Eurostar);
- „Suntem numai musafiri” (Electrecord);

Compact Disc

- „O floare pentru fiecare” (Fevronia - 2006);

,,Dragostea nu ia vacanță" (Eurostar - 2018) 
,,Talismane pentru suflet" (Marius Media Group - 2019)

## Legături externe
- Cine a invatat-o pe Viorela Filip sa cante? Arhivat în 17 martie 2018, la Wayback Machine., autor: Viorica Mehedinteanu - Graiul Muresului, publicat: 15 iunie 2008